# Martina Šimkovičová
Martina Šimkovičová (AFI: [ˈmartina ˈʂimkoʋitʂɔva], nel passato coniugata Bartošíková, nata Bučuričová; Modra, 29 agosto 1971) è una conduttrice televisiva e politica slovacca, ministra della Cultura della Repubblica Slovacca nell'quarto governo di Róbert Fico dall'ottobre 2023, membro del Consiglio nazionale della Repubblica Slovacca tra il 2016 e il 2020 e rieletta nel 2023 come candidata del Partito Nazionale Slovacco.
In qualità di ministra della cultura, Šimkovičová è da tempo oggetto di forti critiche da parte dell'opposizione, dei media e del pubblico culturale. Viene spesso criticata per aver tentato di dominare la cultura slovacca, per aver intimidito persone della comunità culturale e artistica, nonché per aver espresso odio verso le minoranze. È stata più volte criticata dai media e dall'opposizione per il modo in cui ha gestito il Ministero della Cultura come "ministra della non-cultura" (in slovacco ministerka nekultúry).
È associata alla disinformazione e all’ambiente filo-russo, la sua retorica utilizza talvolta il linguaggio dell'ambiente di estrema destra. Dopo aver assunto la carica di ministro, ha interrotto i finanziamenti per la lotta contro la disinformazione.